# Megaron
Als Megaron (altgriechisch Μέγαρον) bezeichnet man entweder einen der drei Hauptteile des antiken griechischen Hauses, dessen Funktion als der große Männersaal in späterer Zeit das Andron übernahm, oder einen im östlichen Mittelmeerraum weit verbreiteten Bautyp.

Haus ohne Vorhalle (Megaron Cella)
Megaron mit Vorhalle
Megaron mit Säulen (Antentempel)
Griechisches Wohnhaus

## Frühzeit
Das Megaron entwickelte sich schon in der mittleren Jungsteinzeit sowohl in Südosteuropa (Dimini, Sesklo) als auch in Kleinasien (Beycesultan, Kültepe und Troja) und in der Levante (Jericho, Tell Chuera).

## Minoische Kultur
In der minoischen Kultur ist das Megaron ein großes zweistöckiges Gebäude, das die Architektur der Paläste nachahmt und als Sitz eines Lokalfürsten diente. Bei den großen Palästen selbst werden bedeutende Säle als Megaron benannt. Die Ausformung wird als „minoisches Megaron“ bezeichnet, sie diente oft als Thronsaal oder Versammlungshalle. Im Palast von Knossos hat sich ein solches „minoisches Megaron“ als Thronsaal erhalten, bei dem die Wände durch Stützen aufgelöst sind und sich der Raum mit den umgebenden Korridoren und Hallen verbindet.

## Mykenische und archaische griechische Kultur
Auf dem griechischen Festland entwickelte sich während der mykenischen Zeit eine feste Form des Megaron als zentraler Bau einer fürstlichen Burg. Gut erforscht sind die erhaltenen Beispiele der großen Burgen in Mykene (Peloponnes), Tiryns und Pylos. Ein solches Megaron besaß einen Hauptraum mit nur einem Zugang mittig in der Längsachse des Baukörpers. Zentral im Raum gab es einen kreisförmigen Feuerplatz, der in der Regel mit einer steinernen ringförmigen Einfassung versehen war. Dieses zentrale Gebilde war von vier Säulen umgeben. Vor dem Eingang befand sich ein Vorraum, der auch Türen zu den Seiten haben konnte und so den Kontakt zum restlichen Palast ermöglichte. Dem Hauptsaal gegenüber befand sich im Vorraum der Hauptzugang, der in Mykene und Tiryns durch eine mittige Tür, in Pylos durch drei nebeneinander befindliche Türen ermöglicht wurde. Davor befand sich eine Vorhalle zwischen den vorgezogenen Seitenmauern der Längswände (Anten). An der Seite zum Hof standen zwei Säulen. In Tiryns und Pylos war die Vorhalle durch weitere Säulen an anderen Bereichen des Hofes in diesen eingebunden, in Mykene hat sich vermutlich zu wenig erhalten, um eine solche Hofumbauung nachweisen zu können.
Mykenische und archaische Heiligtümer in Form eines länglichen Gebäudes, das in drei Räume unterteilt war, werden ebenfalls als Megaron bezeichnet. Ein Beispiel wurde in Methana entdeckt. Das Heiligtum in Form eines Megarons war der Vorläufer der antiken griechischen Tempel. Auch der Tempel Salomons in Jerusalem hatte diese dreigliedrige Form (siehe Grundriss).

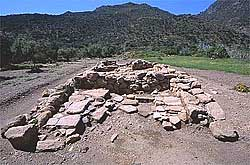
Megaron auf Methana
Grundform eines Megaron-Heiligtums
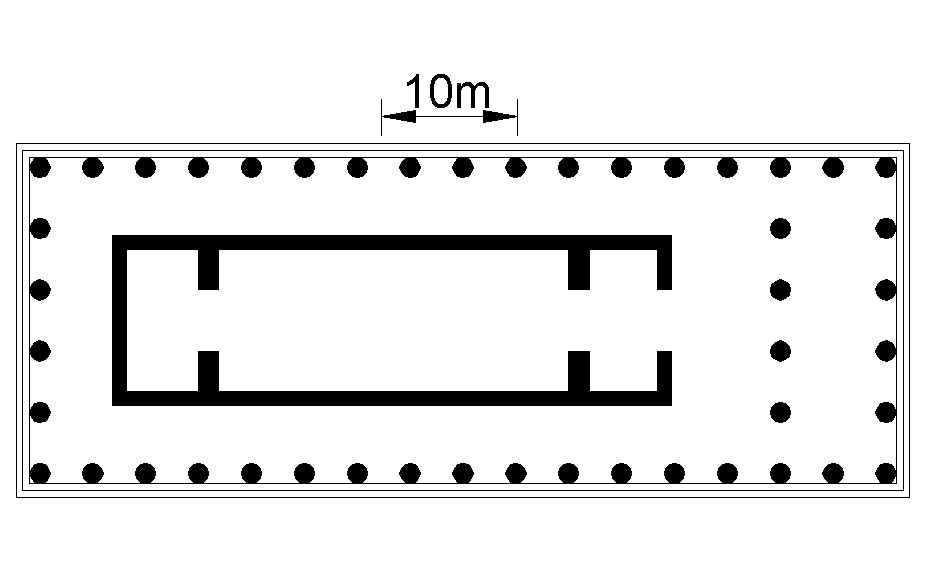
Archaischer Tempel in Selinunt
Schematischer Grundriss eines Megaron. 1: Antenraum, 2: Halle (Hauptraum), 3: Säulen in der Vorhalle und im Hauptraum
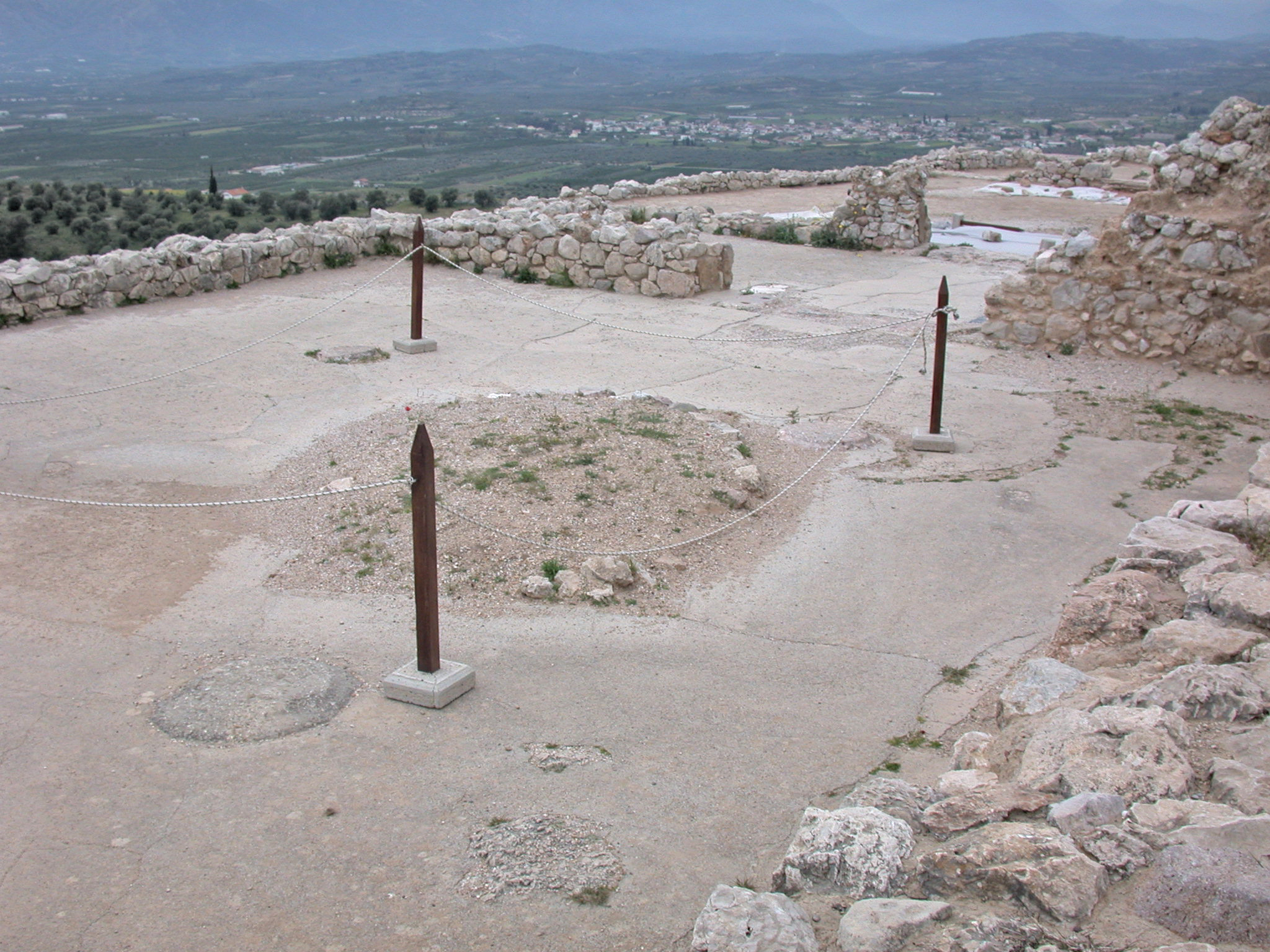
Das Megaron von Mykene, Blick durch die Halle mit dem runden Feuerplatz, den Antenraum und die Vorhalle auf den Hof

## Neuzeit
In der Neuzeit wird bzw. wurde der Begriff für herrschaftliche Villen verwendet. Insbesondere der in Athen wirkende Architekt Ernst Ziller errichtete im letzten Viertel des 19. Jahrhunderts zahlreiche als Megaro mit dem Zusatz des Bauherren bezeichnete Gebäude: zu nennen sind Megaro Stathatou für die Reederfamilie Stathatos (1895, heute Museum für kykladische Kunst), Megaro Deligeorgi für Leonidas Deligeorgis (um 1890), Megaro Koupa für den Industriellen Achilleas Koupas (1875–1900), Megaro Syngrou für Andreas Syngros (1872/1873, heute Außenministerium), Megaro Psycha für Nikolaos Psychas (1885, heute Ägyptische Botschaft) und Megaro Mela für den Kaufmann Vasilios Melas (Grundsteinlegung 1873, Realisierung ab 1882; später Hotel, dann Hauptpost, heute Bank).

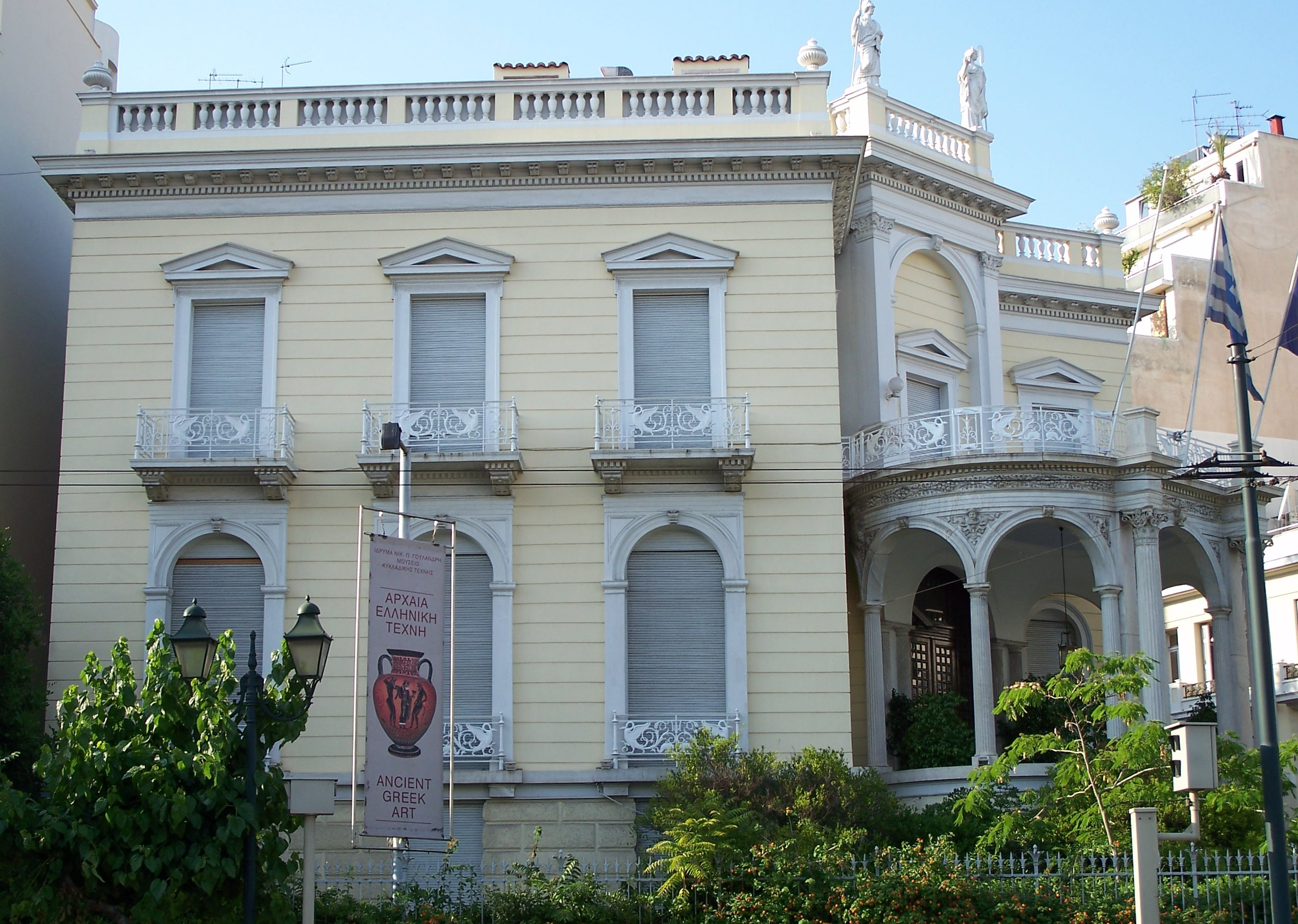
Megaro Stathatou
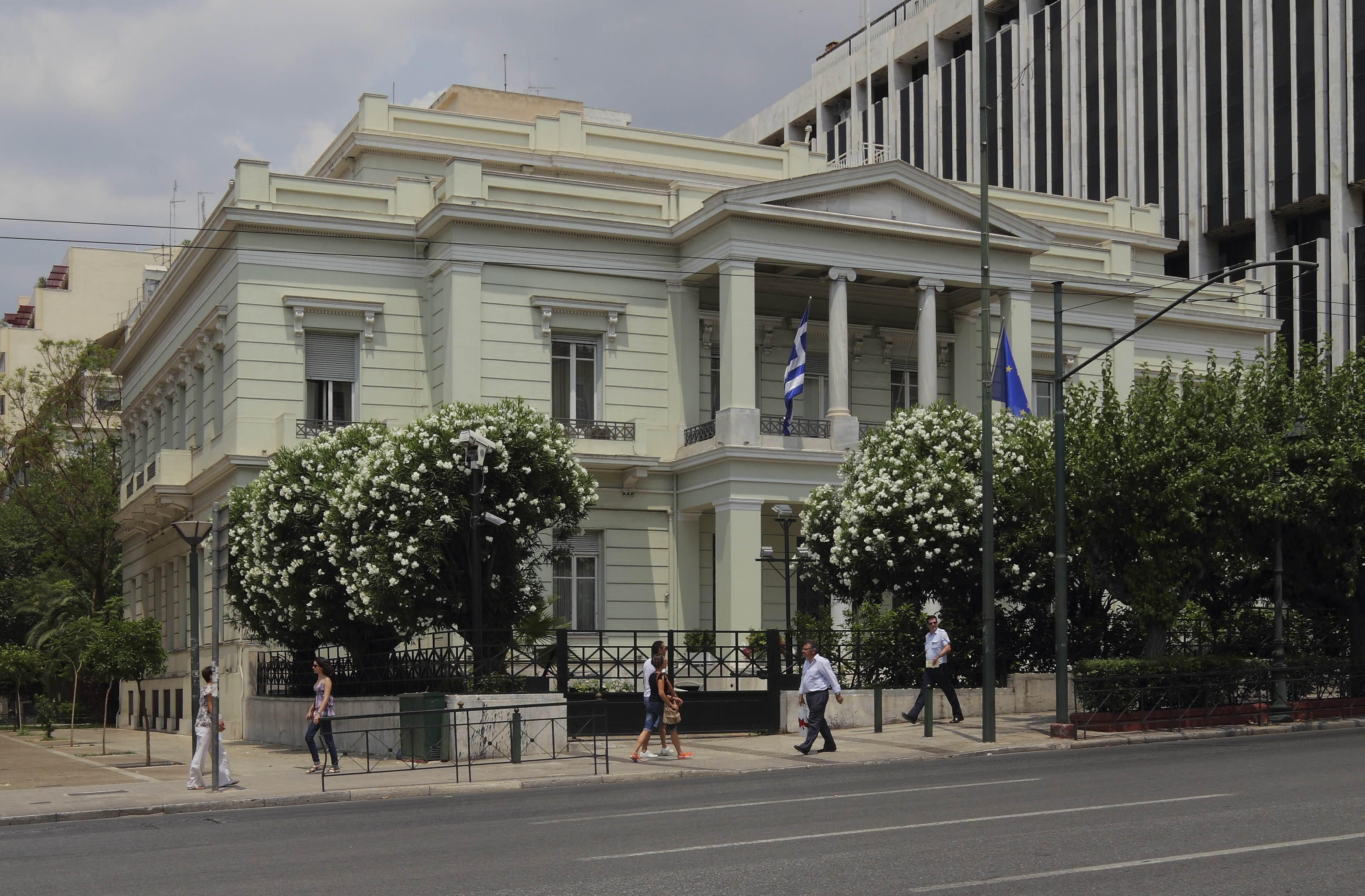
Megaro Andrea Syngrou
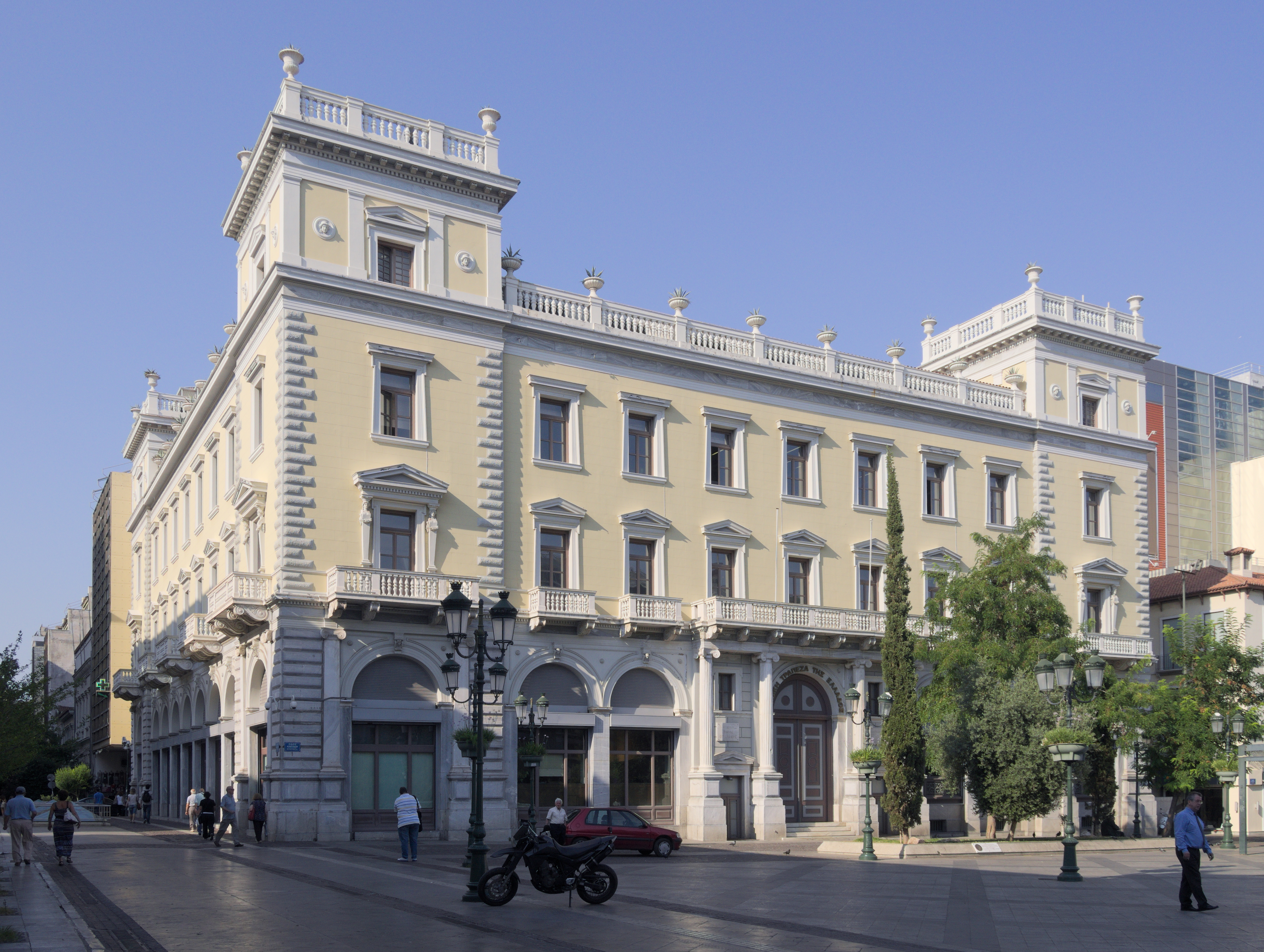
Megaro Mela